# Gare de Clisson
Gare de Clisson – stacja kolejowa w Clisson, w departamencie Loara Atlantycka, w regionie Kraj Loary, we Francji.
Jest stacją Société nationale des chemins de fer français (SNCF), obsługiwaną przez pociągi TER Pays de la Loire i tramwaj dwusystemowy od 15 czerwca 2011 roku.